# Jacob Willem Schorer
Jhr. mr. Jacob Willem Schorer (Middelburg, 14 april 1866 – 's-Gravenhage, 15 februari 1936) was een Nederlands burgemeester.
Schorer was lid van de familie Schorer en een zoon van de burgemeester van Middelburg en latere vicepresident van de Raad van State jhr. mr. Johan Willem Meinard Schorer (1834-1903) en Maria Petronella Pické (1836-1888). Hij promoveerde in de rechten te Leiden in 1896 waarna hij advocaat en procureur werd te Haarlem. In 1899 werd hij burgemeester van Sassenheim wat hij tot 1903 zou blijven. Daarna was hij van 1903 tot 1931 griffier van de Raad van Beroep voor de ongevallenverzekeringen. Hij trouwde in 1898 met jkvr. Adrienne Cornélie Schuurbeque Boeije (1874-1970), lid van de familie Schuurbeque Boeye, met wie hij twee zonen kreeg. Hij was Officier in de Orde van de Nederlandse Leeuw.